# Evangelische Kirche (Ruppertsburg)

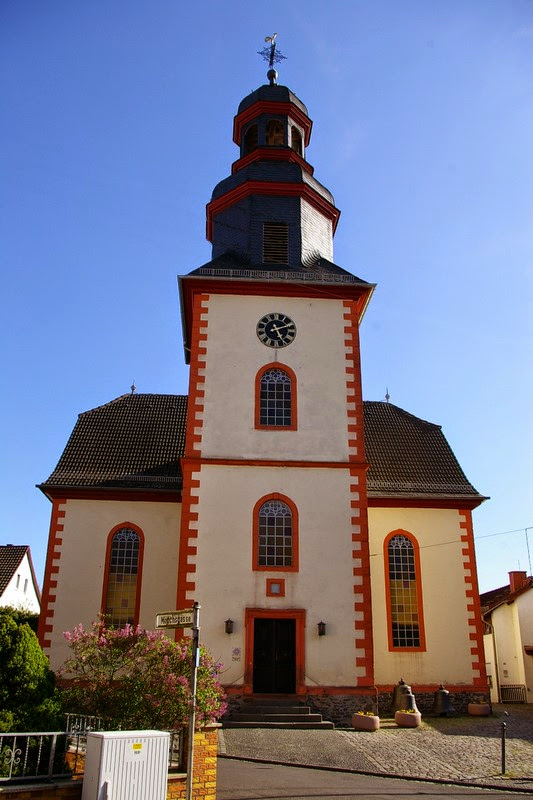
Nordansicht der Kirche

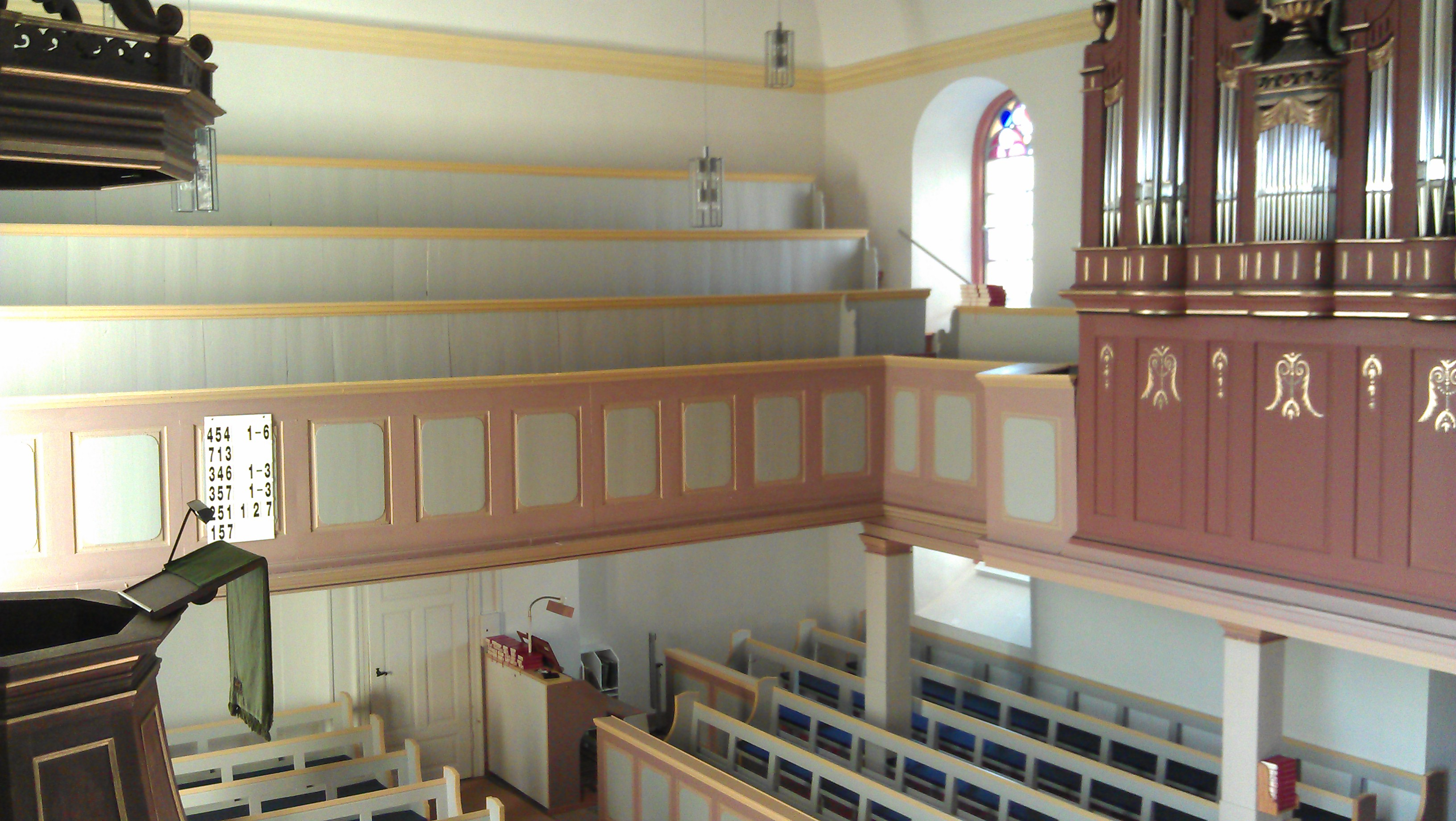
Innenraum Richtung Nordwest

Die Evangelische Kirche in Ruppertsburg, einem Stadtteil von Laubach im Landkreis Gießen (Hessen), ist eine spätbarocke Saalkirche mit Walmdach, die in den Jahren 1750 bis 1757 von dem Solms-Laubachischen Hofbaumeister Johann Wiesenfeld als Querkirche errichtet wurde. Der nördlich vorgelagerte Turm mit hohem, zweigeschossigem Haubenhelm prägt das hessische Kulturdenkmal.

## Geschichte

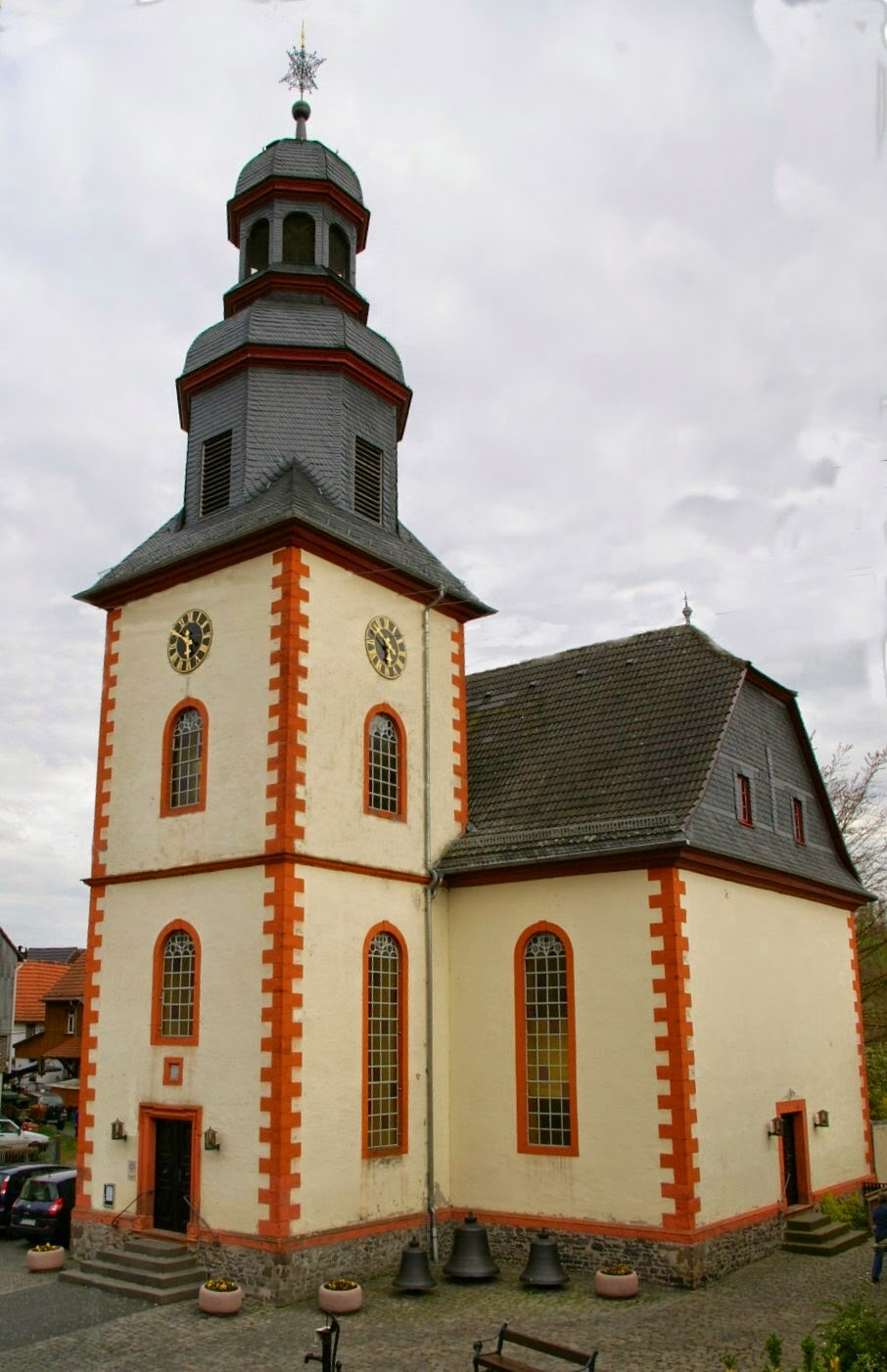
Kirche von Nordwest

Der Vorgängerbau aus vorreformatorischer Zeit war „Unserer Lieben Frau“ geweiht. Die Marienkapelle wurde im Jahr 1183 auf Anordnung des Abtes Friedrich von Mönchen aus der Abtei Hersfeld am selben Standort wie die heutige Kirche errichtet. Sie unterstand kirchlich dem Archidiakonat St. Johann in der Erzdiözese Mainz. Mit Einführung der Reformation im Jahr 1544 unter Friedrich Magnus I. von Solms-Laubach wechselte Ruppertsburg, das zu der Zeit von Laubach pfarramtlich mitverwaltet wurde, zum evangelischen Bekenntnis. Bis in die zweite Hälfte des 16. Jahrhunderts blieb die Kirchengemeinde dem Kirchspiel Laubach und bis 1702 Gonterskirchen zugeordnet.
Die Kirche wurde in den Jahren 1698/1699 renoviert und 1702 zur selbstständigen Pfarrei erhoben. Als erster evangelischer Pfarrer wirkte in Ruppertsburg Johann Theodor Seiler von 1702 bis 1725. Aufgrund des Bevölkerungsanstiegs war die Kirche bald zu klein und wurde abgerissen. Zudem wurde der schlechte Erhaltungszustand durch einen Blitzeinschlag im Jahr 1742 noch zusätzlich verschlimmert. Graf Christian August zu Solms-Laubach flankierte 1742 die Neubaupläne mit einem Kollektenaufruf, den er an alle 36 evangelischen Standesherren und Freien Reichsstädte adressierte. Ähnliche Bittbriefe folgten in den Jahren 1741 bis 1745 an den britischen und dänischen König.
In den Jahren 1750 bis 1752 wurde zunächst der Turm errichtet, wahrscheinlich aber erst 1753 fertiggestellt. Am 19. August 1754 erfolgte die Grundsteinlegung der Kirche. Bereits am 15. Oktober 1754 soll das Richtfest stattgefunden haben, was angesichts von nur zwei Monaten Bauzeit als unwahrscheinlich betrachtet wird oder seine Erklärung darin findet, dass der Grundstein in einer höheren Mauerschicht liegt. Obwohl die Bauarbeiten noch nicht abgeschlossen waren, wurden bereits 1755 erste Amtshandlungen vollzogen. Im selben Jahr wurde eine Turmuhr eingebaut. Die Maurerarbeiten wurden 1756 abgeschlossen. Nach Verzögerungen durch den Siebenjährigen Krieg und eine Teuerung fand die Einweihung erst am Pfingstsonntag 1757 statt. Die Gemeinde verzichtete aus Kostengründen zunächst auf den Innenanstrich und den Außenputz. Im Jahr 1773 wurde die Kirche innen ausgemalt und ausgestattet.
Eine neue Turmuhr mit drei Ziffernblättern von J. F. Weule aus Bockenem wurde 1901 angeschafft. Nachdem ein Blitzschlag 1903 das Kirchendach schwer beschädigt hatte, wurde 1904 ein Blitzableiter angebracht. Im Jahr 1907 folgte eine Renovierung, bei der die Malereien im Stil Ludwig XVI. freigelegt und aufgefrischt wurden. 1951 wurden die Zifferblätter und der Turmhahn neu vergoldet und das Kirchendach neu verschiefert. Bei der Renovierung von 1970/1971 wurde die farbliche Fassung der Emporen und der Bankbrüstungen, eine rot-weiß-blaue Marmorimitation, wiederhergestellt. 1975 wurden der Hahn abermals vergoldet, die Rückseite des Kirchendachs erneuert und die Kuppel neu verschiefert. Nach einem Blitzeinschlag 1978 verbrannte die Turmspitze. Bei der Erneuerung erhielt die Turmstange nur noch einen Knauf; zuvor waren es zwei. Die Fenster wurden 1967 mit Kathedralglas versehen. Im Jahr 1981 wurde erstmals ein Außenputz angebracht. 2005 folgten eine Sanierung des Turmhelms und der Einbau dreier Bronzeglocken. Seit Januar 2017 ist die evangelische Kirchengemeinde Ruppertsburg mit Gonterskirchen pfarramtlich verbunden; sie gehört zum Dekanat Gießener Land in der Propstei Oberhessen der Evangelischen Kirche in Hessen und Nassau.

## Architektur

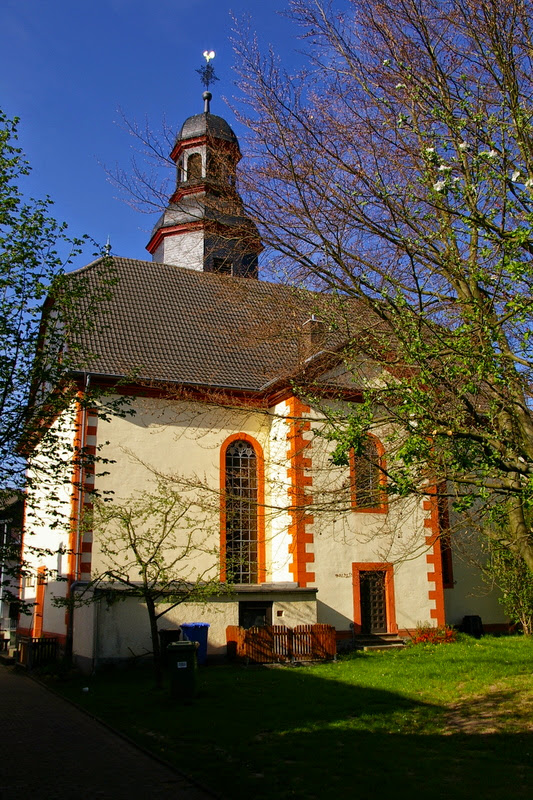
Südansicht

Die quergerichtete Saalkirche ist im Ortskern an einer zentralen Kreuzung aus Bruchsteinmauerwerk errichtet. Gewände und Gliederungen sind aus rotem Sandstein. Der weiß verputzte, streng symmetrische Bau über einem Sockel aus Bruchsteinmauerwerk ist vom niederländisch-reformierten Kirchenbau beeinflusst und gilt „als Schulbeispiel für eine protestantische Querkirche mit der Stellung von Altar und Kanzel über- und hintereinander in der Mitte der Längswand“. Der Grundriss der Ruppertsburger Kirche mit dem nördlichen Turm und dem Südanbau für Sakristei und Kanzelaufgang geht möglicherweise auf einen Entwurf von Leonhard Christoph Sturm aus dem Jahr 1712 zurück. Architekt war der Laubacher Hofbaumeister Johann Wiesenfeld.
Die Kirche weist am Nordturm und am Schiff Eckquaderung auf und wird von einem verschieferten Schopfwalmdach abgeschlossen. Auch die Giebelseiten sind verschiefert. Ein Mittelrisalit an der Südseite wird von einem flachen Dreiecksgiebel abgeschlossen und dient als Sakristei, in der auch der Treppenaufgang zur Kanzel eingebaut ist. Das Frontispiz weist bereits klassizistische Einflüsse auf. Die Langseiten im Norden und Süden haben zwei große Rundbogenfenster, während die Giebelseiten fensterlos sind. Der südliche Risalit und beide Giebelseiten haben mittig ein schlichtes rechteckiges Portal. Über dem Südportal ist ein kleines rundbogiges Fenster eingelassen. An allen vier Seiten sind die Portale über Freitreppen zugänglich.
An der Nordseite ist der Turm auf quadratischem Grundriss mittig in das Schiff eingebunden. Er erreicht eine Höhe von 35 Metern. Ein Gesims gliedert die beiden Geschosse des aufgemauerten Turmschaftes. Im Untergeschoss ist das Hauptportal zur Straßenseite mit profiliertem Gewände und Architrav aus rotem Sandstein aufwändiger als die anderen Portale gestaltet. Über dem Nordportal ist ein quadratisches Wappen eingemauert, das an die Herrschaftsverhältnisse im 13./14. Jahrhundert erinnert. Darüber befindet sich ein kleines Rundbogenfenster, an der Ost- und Westseite des Turms sind große rundbogige Fenster eingelassen. Das Obergeschoss hat an den drei freien Seiten Rundbogenfenster, über denen die Zifferblätter der Turmuhr angebracht sind. Ein Pultdach leitet zum zweigeschossigen, oktogonalen, verschieferten Turmaufbau über. Die geschwungene Haube mit rechteckigen Schalllöchern dient als Glockenstube, über der eine offene Laterne mit Welscher Haube aufgesetzt ist, die von Turmknauf, schmiedeeisernem Kreuz und Wetterhahn bekrönt wird.

## Ausstattung

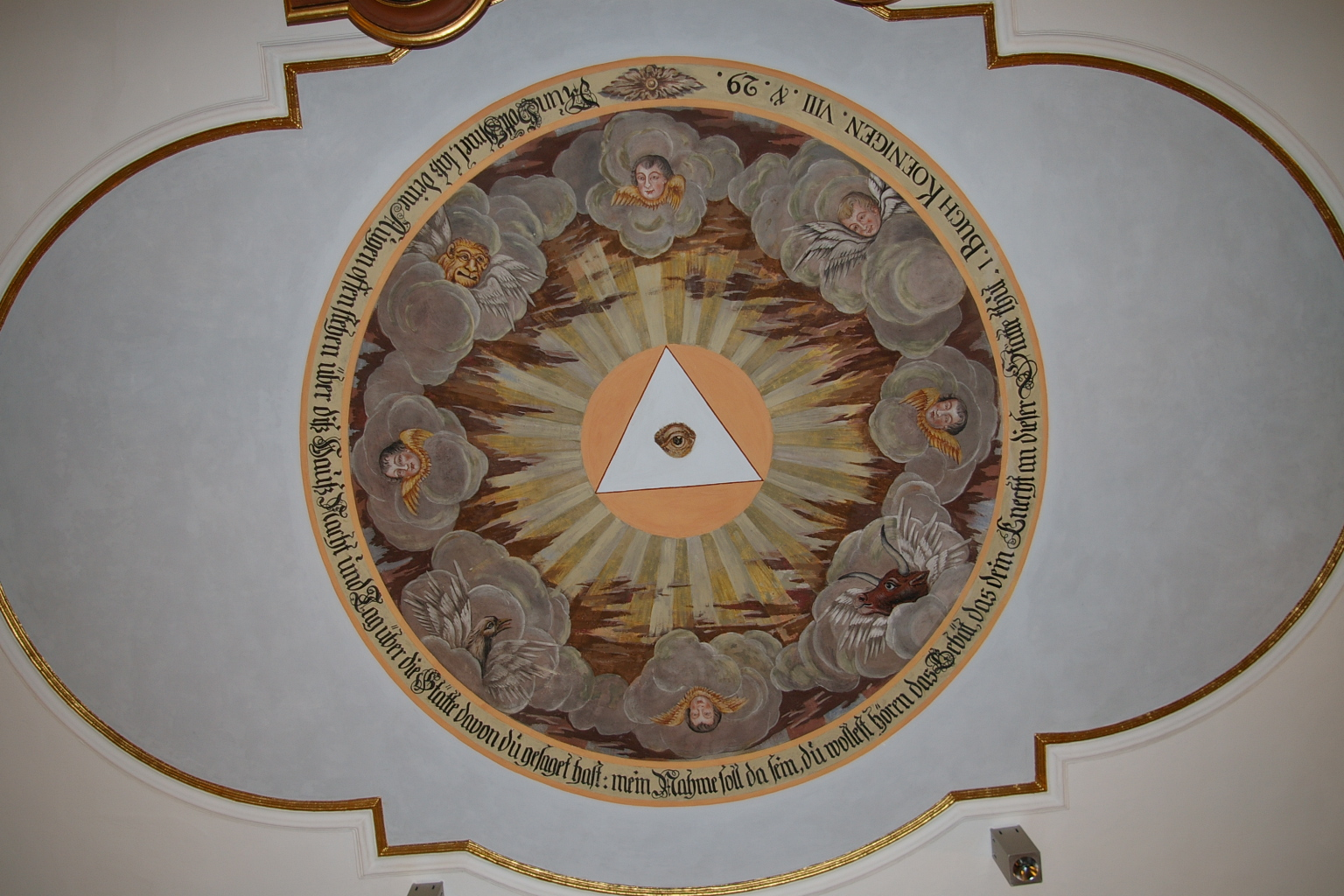
Deckengemälde von 1773

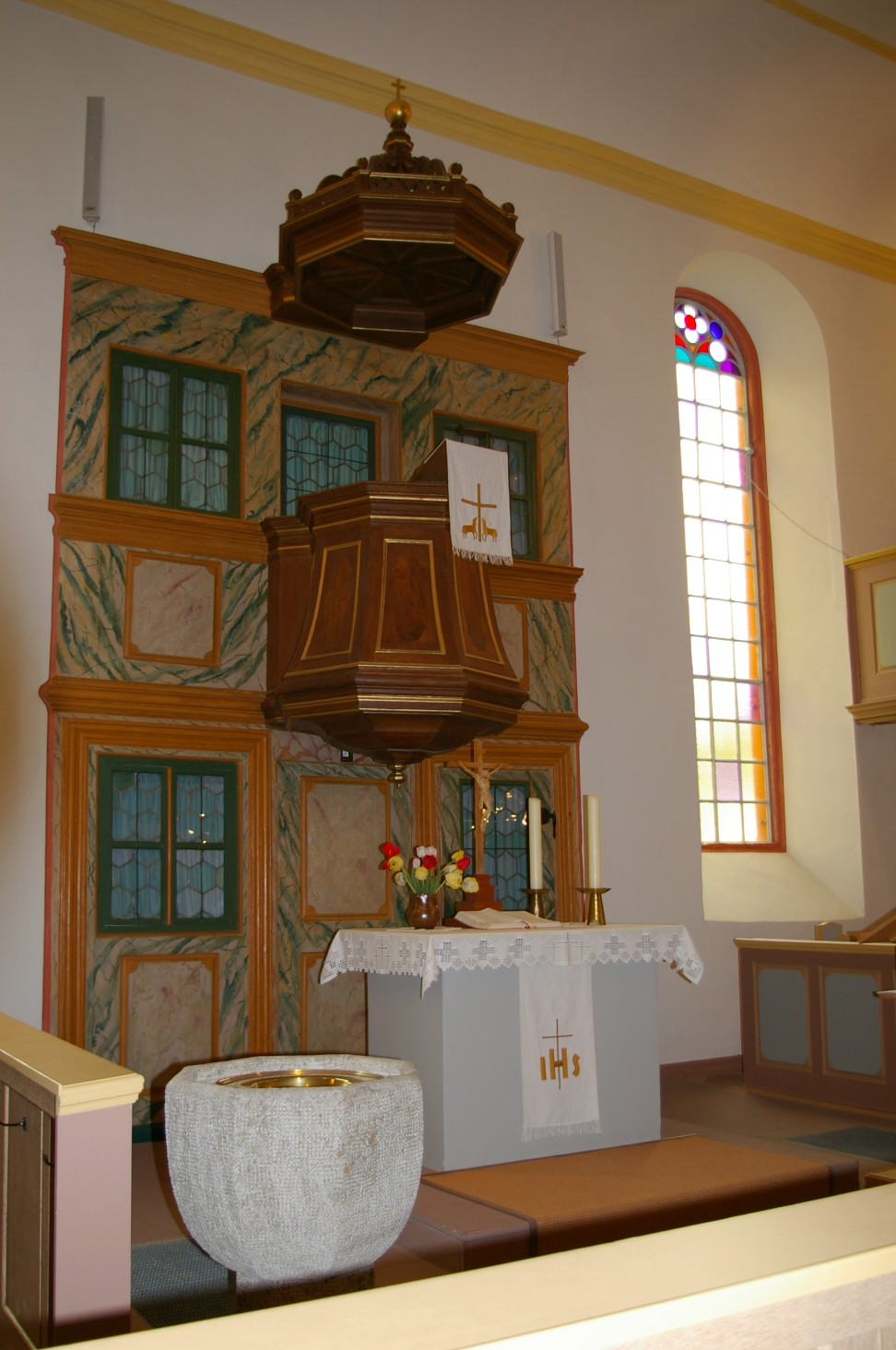
Kanzel und Altar

Der Innenraum wird von einer Flachdecke über einer umlaufenden ockergelben Stuckleiste abgeschlossen. Maler Moogk aus Laubach schuf das runde Deckengemälde im Jahr 1773. Es zeigt als Dreieinigkeitssymbol das Auge der Vorsehung, das von einem Dreieck mit Sonne und Strahlenkranz umschlossen wird. Die Strahlen enden in acht Wolken, in denen abwechselnd die vier Evangelistensymbole und vier Engelsköpfe dargestellt sind, die von einem Spruchband mit dem Bibelvers aus 1 Kön 8,29  umschlossen werden.
Im Turm führen zweiläufige Treppen zu den dreiseitig umlaufenden Emporen, die auf Pfeilern ruhen. Ältestes Inventarstück ist ein hölzerner Opferstock aus dem Jahr 1687, der aus der Vorgängerkirche übernommen wurde. Die Orgel ist mittig auf der Nordempore aufgestellt. Ihr gegenüber ist die holzsichtige Kanzel vor einer marmoriert angemalten Kanzelwand angebracht. Deren rot-blaue Marmorierung aus der Erbauungszeit der Kirche wurde 1971 freigelegt. Profilierte Gesimse gliedern die Wand, die in den Ecken von quadratischen Fenstern durchbrochen wird, in drei Ebenen. Die polygonale Kanzelkorb verbreitert sich nach unten und wird unten und oben von umlaufenden profilierten Gesimskränzen abgeschlossen. Die Kanzelfelder weisen kassettierte Füllungen auf, die mit Goldfarbe abgesetzt sind. Der achteckige Schalldeckel wird von durchbrochenem Schnitzwerk und geschwungenen Bögen verziert, die in einem vergoldeten Kugelkreuz enden.
Der steinerne Blockaltar aus dem Jahr 1964 mit einer deutschroten Marmorplatte steht auf einem rechteckigen Podest aus Mahagoni. Das Kruzifix und die Leuchter wurden 1966 geschaffen. Zu den Vasa sacra gehört ein silberner Abendmahlskelch aus dem Jahr 1844, der innen vergoldet ist.

## Orgel

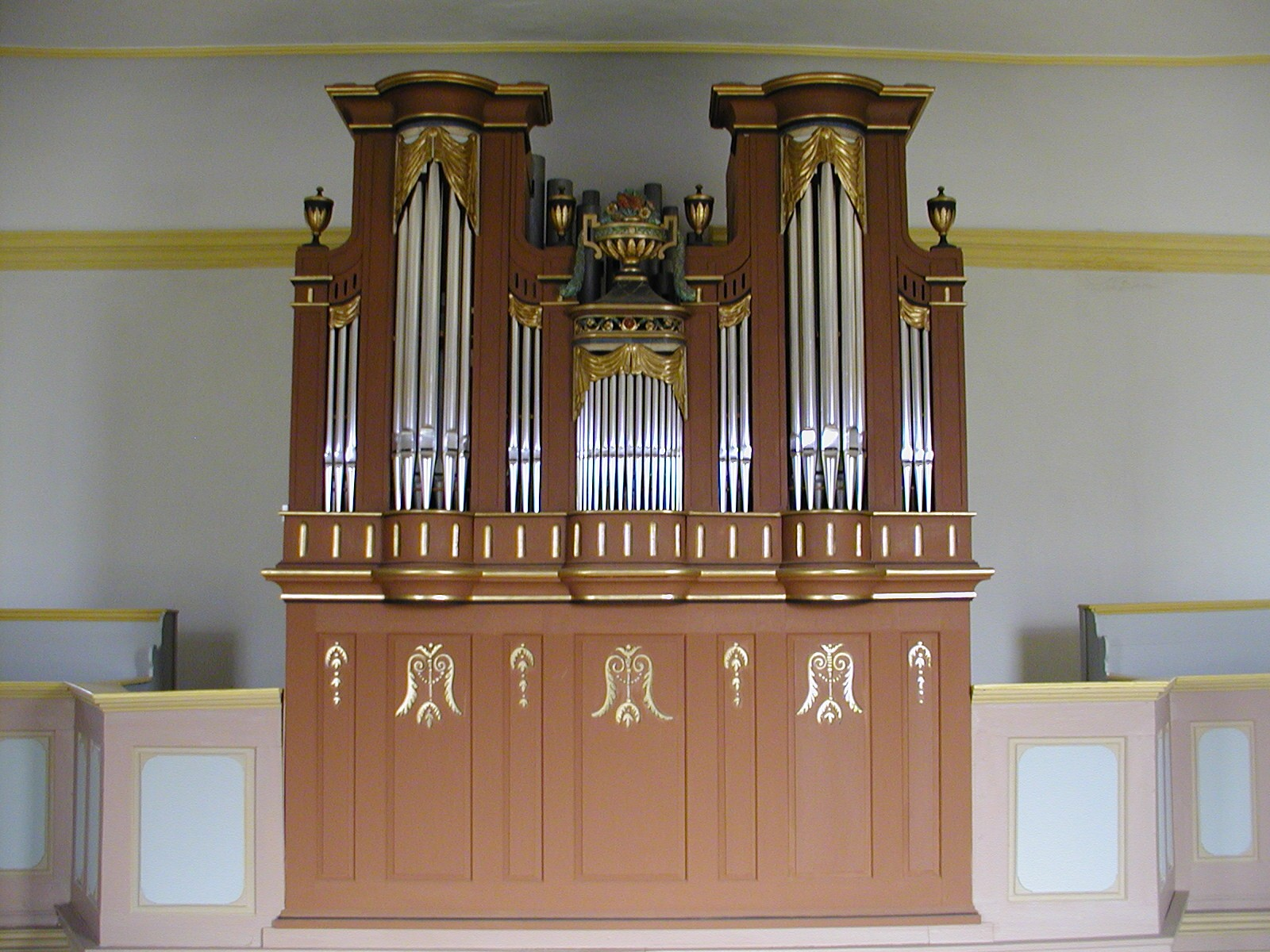
Orgel hinter historischem Prospekt

Für die neue Kirche wurde die Orgel von 1729 aus dem Vorgängerbau übernommen. Da das alte Instrument abgängig war, baute Johann Georg Bürgy aus Gießen für 530 Gulden eine neue Orgel mit etwa 700 Pfeifen auf einem Manual und Pedal. Das Instrument sollte 1818 fertiggestellt sein, wurde tatsächlich aber erst 1822 in Gebrauch genommen. Bereits 1826 führte Johann Georg Förster eine große Reparatur durch, Adam Karl Bernhard 1860 eine weitere. Die zinnenen Prospektpfeifen mussten 1917 an die Rüstungsindustrie abgeliefert werden und wurden 1923 durch Zinkpfeifen ersetzt. Die Licher Firma Förster & Nicolaus baute 1937 ein neues Werk mit elektrischer Traktur hinter dem Bürgy-Prospekt. Der klassizistische Prospekt ist siebenachsig gegliedert und wird von vier kleinen Urnen und in der Mitte einer großen Henkelvase mit Blumen bekrönt. An die beiden überhöhten Rundtürme schmiegen sich an beiden Seiten kleine Pfeifenfelder mit je drei Pfeifen an. Das niedrige, aber breite Mittelfeld ist an den Seiten abgerundet. Alle Pfeifenfelder schließen nach oben mit vergoldetem Schleierwerk ab. Der Unterbau ist innerhalb der Emporenbrüstung um fast einen Meter vorgerückt. Die kassettierten Füllungen weisen im oberen Teil stilisierte Rankenornamente in goldener Farbe auf. Die Pfeifenfelder ruhen auf einem breiten Fries über einem profilierten Architrav.
Das Instrument verfügt über 13 Register, die sich auf zwei Manualen und Pedal verteilen. Im Jahr 2000 wurde der Spieltisch nach unten versetzt. Die Disposition lautet wie folgt:
| I Manual C–f3 |    |
| Prinzipal     | 8′ |
| Bordun        | 8′ |
| Oktav         | 4′ |
| Oktave        | 2′ |
| Mixtur II–III | 1′ |

| II Manual C–f3 |       |
| Sing. Gedackt  | 8′    |
| Prinzipal      | 4′    |
| Quint          | 2 ⁄3′ |
| Blockflöte     | 2′    |
| Sifflöte       | 1′    |

| Pedal C–f1 |     |
| Subbaß     | 16′ |
| Oktavbaß   | 8′  |
| Choralbaß  | 4′  |

- Koppeln: II/I, I/P, II/P

## Glocken
Johann Philipp Bach aus Hungen goss im Jahr 1771 eine große Glocke (274 kg) und 1781 die kleinste (114 kg). Die Mittlere (152 kg) wurde 1828 angeschafft und stammte von der Glockengießerei Otto aus Gießen. Nachdem im Frühjahr 1892 die Gebetsglocke gesprungen war, schaffte die Gemeinde ein neues bronzenes Dreiergeläut an. Die beiden größten Glocken wurden 1917 als Metallspende des deutschen Volkes an die Rüstungsindustrie abgeliefert. Als Ersatz goss die Firma Rincker 1920 drei Stahlglocken und nahm die kleine verbliebene Glocke in Zahlung. Im Zuge der Turmhelmsanierung 2005 wurden die drei abgängigen Glocken vor der Kirche in der Nordwestecke aufgestellt. Die Glockengießerei Bachert aus Karlsruhe goss drei neue Bronzeglocken.
| Nr. | Gussjahr | Gießer, Gussort    | Masse (kg) | Schlagton | Inschrift                                                   |
| --- | -------- | ------------------ | ---------- | --------- | ----------------------------------------------------------- |
| 1   | 2005     | Bachert, Karlsruhe | 740        | g1        | „Ein Licht geht uns auf in der Dunkelheit“ [Facettenkreuz]  |
| 1   | 2005     | Bachert, Karlsruhe | 545        | b1        | „Verleih uns Frieden gnädiglich“ [Lutherrose]               |
| 1   | 2005     | Bachert, Karlsruhe | 374        | c2        | „Lobe den Herren“ [Symbol von Golgota-Hügel und Ostersonne] |